# Erysimum aciphyllum
Erysimum aciphyllum là một loài thực vật có hoa trong họ Cải. Loài này được Boiss. mô tả khoa học đầu tiên năm 1842.